# Eisenbahnbrücke Jonava

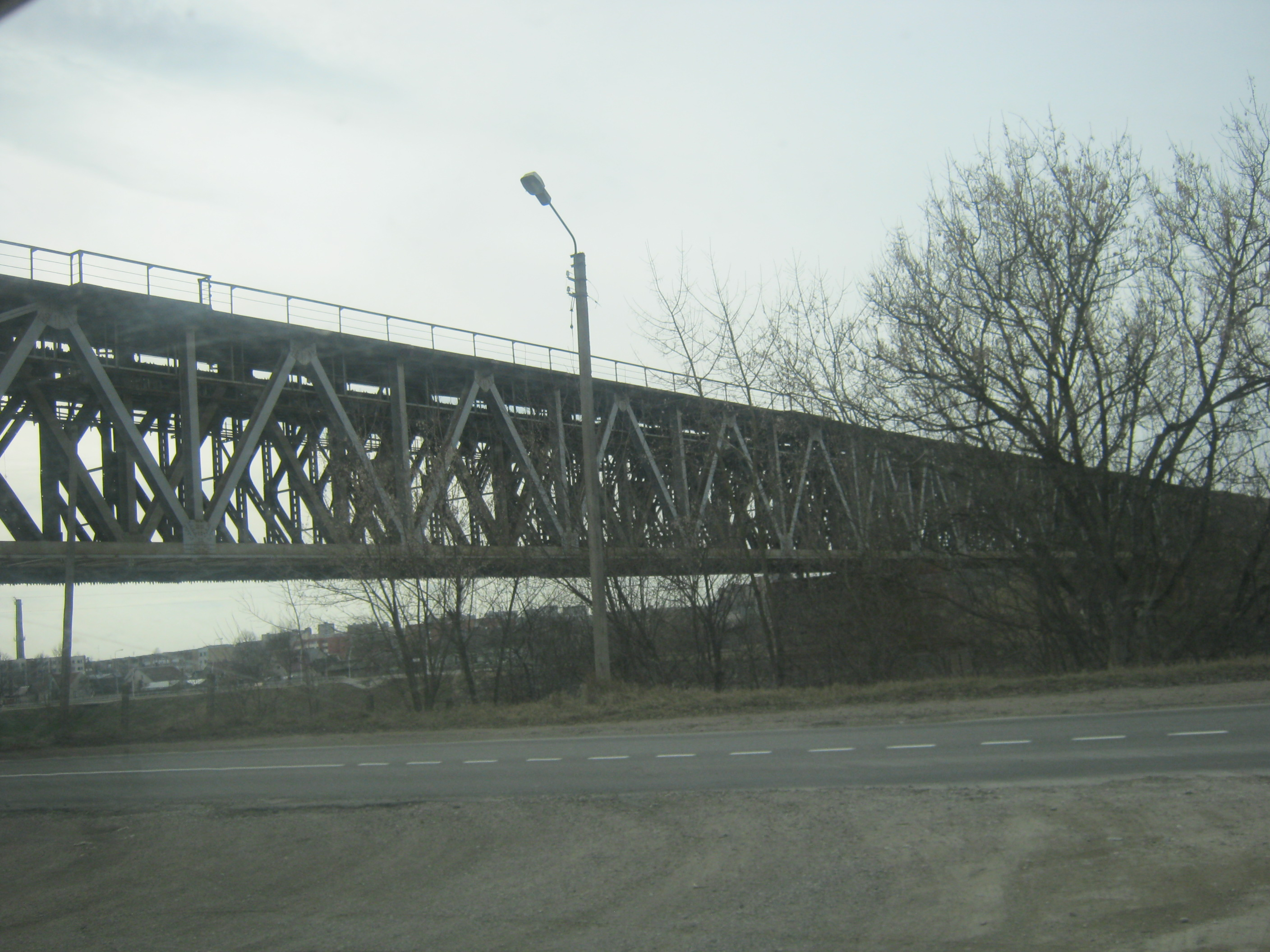

Die Eisenbahnbrücke Jonava (lit. Jonavos geležinkelio tiltas oder Jonavos geležinis tiltas) ist eine Eisenbahnbrücke über die Neris in der Stadt Jonava (Rajongemeinde Jonava) in Mittellitauen. Sie befindet sich im Stadtteil Paneriai. An der Brücke gibt es Eisenbahnbrückenbunker Jonava.
Die Brücke überquert neben dem Fluss zwei Straßen, die Panerių gatvė am stadtseitigen rechten Flussufer und am linken Ufer die A6/E262 (Taurostos gatvė). Die Zufahrt zur Brücke erfolgt über zwei Rampen; am Anfang der nördlichen Rampe wird die vierspurige J. Basanavičiaus gatvė auf einer Straßenüberführung überquert.

## Geschichte
Die alte Eisenbahnbrücke in Jonava wurde 1914 gebaut. Projektautor war Petras Vileišis (1851–1926).
Im Herbst 1937 errichtete die Litauische Armee, nach dem Projekt von Major Juozas Vitkus, aktive Eisenbetonbunker für die Verteidigung der Brücke. Derart waren sie als erste in Litauen geplant und gebaut von einheimischen Ingenieuren. Während des Zweiten Weltkriegs wurde die Brücke 1944 von der Wehrmacht beim Rückzug zerstört. Eine neue Brücke wurde 20 Meter weiter flussabwärts der Neris Richtung Kaunas gebaut. Ein alter Pfeiler der Eisenbahnbrücke verblieb in der Neris. Hier plante man 2008 eine Skulptur für Žemyna zu bauen.

## Galerie

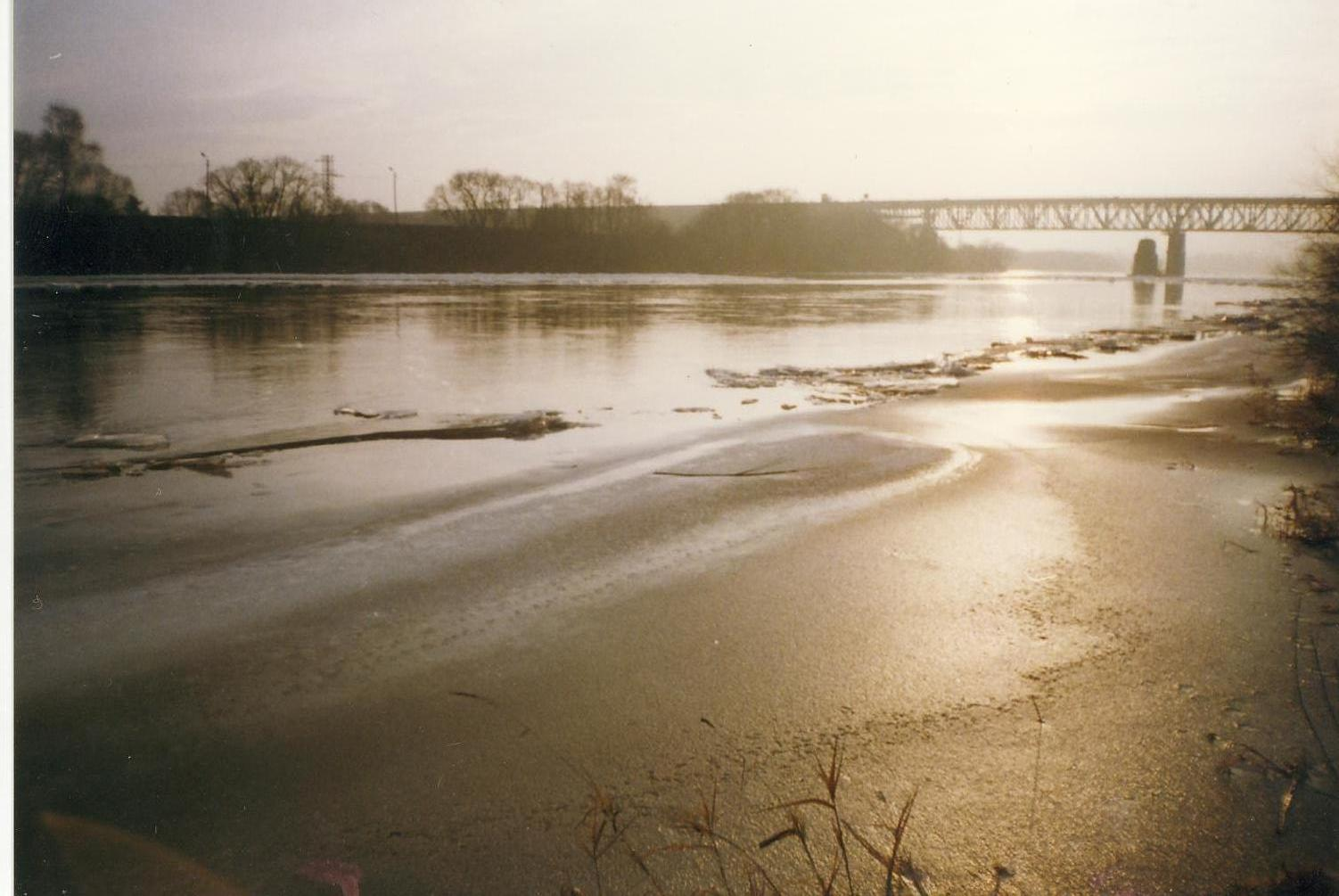
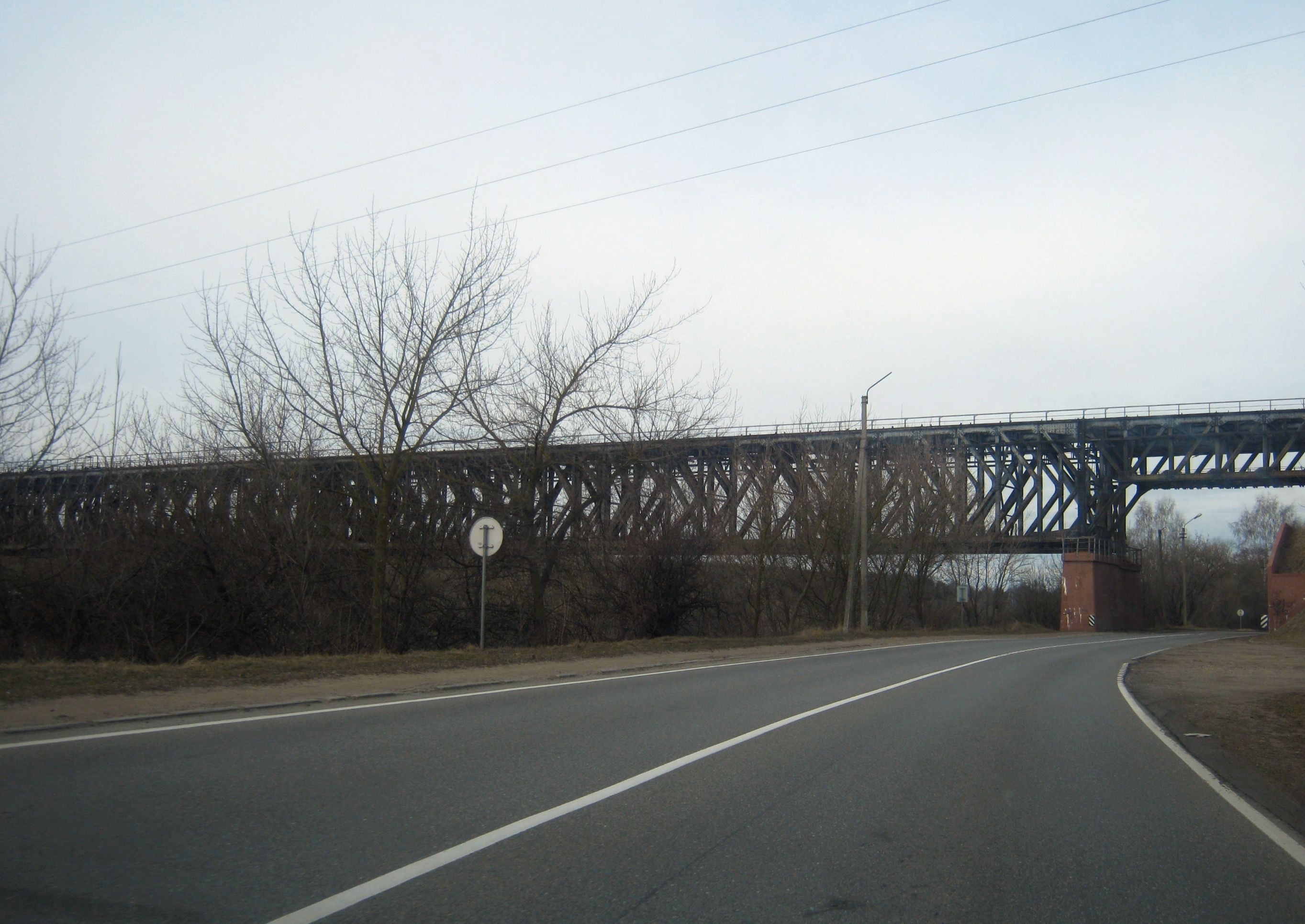
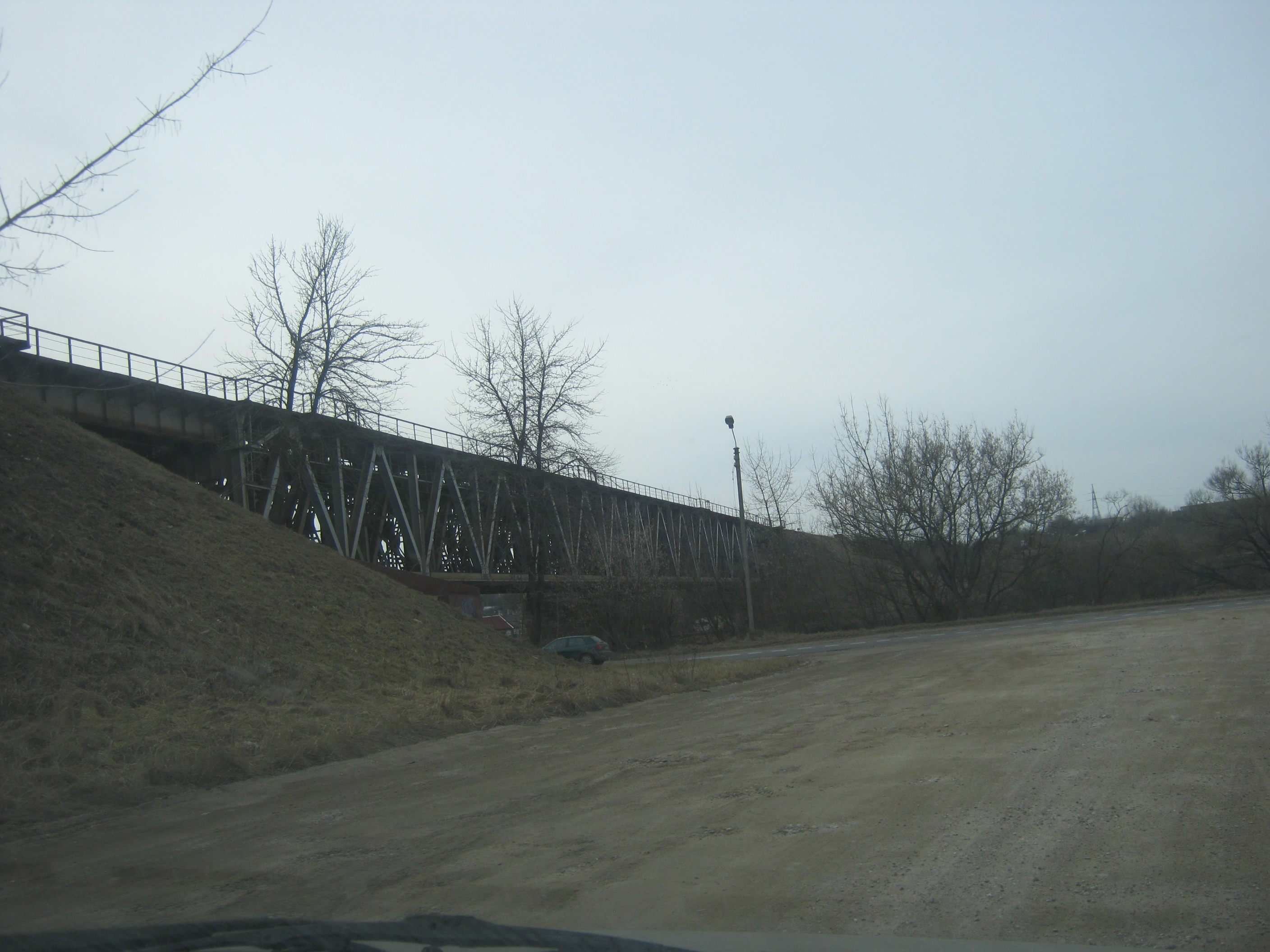